# La Chapelle-Vaupelteigne
La Chapelle-Vaupelteigne è un comune francese di 95 abitanti situato nel dipartimento della Yonne nella regione della Borgogna-Franca Contea.

## Società

### Evoluzione demografica
Abitanti censiti